# 小行星4626
小行星4626（英語：4626 Plisetskaya）是一颗围绕太阳公转的小行星。1984年12月23日，柳德米拉·卡拉季奇在克里米亚发现了此天体。
这颗小行星的绝对星等为165.0454736263229等。